# Juno Awards 2001
Die Juno Awards 2001 wurden vom 3. bis zum 4. März 2001 im Copps Coliseum, Hamilton, Ontario verliehen. Die Moderation übernahm Rick Mercer. Es waren die letzten Awards bis zu den Juno Awards 2018, die von CBC Television übertrugen wurden.

## Nominierungen und Gewinner
Die Nominierungen wurden am 24. Januar 2001 verkündet. Die meisten Nominierungen erhielt Nelly Furtado mit sechs. Von diesen gewann sie vier, womit sie als Sieger des Abends gilt. In die Canadian Music Hall of Fame wurde Bruce Cockburn aufgenommen.

### Personen
| Best Female Artist of the Year | Best Male Artist of the Year |
| --- | --- |
| Jann Arden - Isabelle Boulay - Terri Clark - Lara Fabian - Lynda Lemay | Neil Young - Nicola Ciccone - Jesse Cook - Sylvain Cossette - Snow |
| Best New Solo Artist | Group of the Year |
| Nelly Furtado - J. Englishman - Adam Gregory - Sarah Harmer - Amanda Stott | Barenaked Ladies - Blue Rodeo - The Moffatts - soulDecision - The Tragically Hip |
| Best New Group | Songwriter of the Year |
| Nickelback - b4-4 - Kittie - Sum 41 - Templar | Nelly Furtado, Turn Off The Light, I’m Like a Bird, ...On the Radio (Remember the Days) - Bryan Adams with Robert „Mutt“ Lange, The Best of Me - Darrin O’Brien and Robbie Patterson, Everybody Wants To Be Like You (Co-writers Glenn Marais and Shawn Moltke), Joke Thing (Co-writers Mark Jackson), Nothin' On Me (Co-writers Michael Tucker and Dave Greenberg). - Steven Page and Ed Robertson (Barenaked Ladies), Pinch Me, Too Little Too Late, Falling for the First Time - Blaise Pascal, Angel Baby (Co-writer Roy Salmond), 10 Feet High (Co-writer Rob Laidlaw), Rush (Co-writer Stan Meissner) |
| Best Producer | Recording Engineer of the Year |
| Gerald Eaton, Brian West und Nelly Furtado, I’m Like a Bird und Turn off the Light von Nelly Furtado - Chad Irschick, One Turn Deserves Another und Turn of the Century von Susan Aglukark - Arnold Lanni, Drag You Down und First Time von Finger Eleven - Jason Levine und James McCollum, Get Down von b4-4 und www.nevergetoveryou von Prozzäk - Bob Rock, Spy und Just Another Phase von The Moffatts | Jeff Wolpert, Make It Go Away und Romantically Helpless von Holly Cole - Chad Irschick, One Turn Deserves Another and Stand Up von Susan Aglukark - Adam Messinger, I Wish and Drive My Car von Cadence - Randy Staub, Just Another Phase and Antifreeze & Aeroplanes von The Moffatts - Brian West and Brad Haehnel, I’m like a Bird and Turn off the Light von Nelly Furtado |
| Best Country Artist/Group | Best New Country Female Artist |
| The Wilkinsons - Farmer's Daughter - The Johner Brothers - Lace - Prairie Oyster | Terri Clark - Tara Lyn Hart - Carolyn Dawn Johnson - Shania Twain - Michelle Wright |
| Best Country Male Artist | |
| Paul Brandt - Julian Austin - Chris Cummings - Adam Gregory - Jason McCoy | |

### Alben
| Album of the Year | Aboriginal Album of the Year |
| --- | --- |
| Maroon – Barenaked Ladies - Beautiful Midnight – Matthew Good Band - Happiness…Is Not a Fish That You Can Catch – Our Lady Peace - No One Does It Better – soulDecision - Music @ Work – The Tragically Hip | Nipaiamianan – Florent Vollant - Figure Love Out – John Gracie - Journey Home – Mishi Donovan - Run As One – C-Weed - Unsung Heroes – Susan Aglukark |
| Alternative Album of the Year | Blues Album of the Year |
| Mass Romantic – The New Pornographers - Carpal Tunnel Syndrome – Kid Koala - Mayday – King Cobb Steelie - The East Infection – Ramasutra - Left and Leaving – The Weakerthans | Love Comin' Down – Sue Foley - Topless – Big Daddy G - Neck Bones & Cavier – Mel Brown - Conversation With The Blues – Michael Pickett - Rough Luck – Ray Bonneville |
| Children’s Album of the Year | Classical Album of the Year (solo or chamber ensemble) |
| Sing & Dance – Jack Grunsky - Annie – Annie Brocoli - Charlotte Diamond's World – Charlotte Diamond - Step To It – Norman Foote - Cradle On The Waves – Teresa Doyle | Bach: The Six Sonatas & Partitas for Solo Violin – James Ehnes - Bach: Goldberg Variations – Angela Hewitt - Beethoven: 32 Piano Sonatas – Robert Silverman - R. Murray Schafer: String Quartets 1-7 – Quatuor Molinari - Infernal Violins – Angèle Dubeau and La Pieta |
| Classical Album of the Year (large ensemble) | Classical Album of the Year (vocal or choral performance) |
| Sibelius: Lemminkainen Suite, Night Ride and Sunrise –Toronto Symphony Orchestra, Dirigent: Jukka-Pekka Saraste - Chausson: Poeme – Chantal Juillet, Montreal Symphony Orchestra, Dirigent: Charles Dutoit - Henry Dutilleux: Orchestral Works – Toronto Symphony Orchestra, Dirigent: Jukka-Pekka Saraste - Liszt: Piano Concerti – Janina Fialkowska, Calgary Philharmonic Orchestra - Mendelssohn, Glazunov: Violin Concertos – Leila Josefowicz, Montreal Symphony Orchestra, Dirigent: Charles Dutoit - Telemann: Orchestral Suites – Tafelmusik Baroque Orchestra | G.F. Handel: Apollo e Dafne Silete Venti – Karina Gauvin, Russell Braun, Les Violons du Roy - Bach: Motets – Tafelmusik Chamber Choir - Berlioz: l'Enfance du Christ – Choeur et Orchestre Symphonique de Montreal, Dirigent Charles Dutoit - Coffee Cantata & Peasant Cantato – Tafelmusik, Suzie LeBlanc, Brett Polegato, Nils Brown - Millennium Opera Gala – Richard Margison, Michael Schade, Catherine Robbin, Tracy Dahl, Frances Ginzer, Jean Stilwell, Toronto Symphony Orchestra |
| Gospel Album of the Year | Francophone Album of the Year |
| Simple Songs – Steve Bell - Jake – Jake - Mark Masri – Mark Masri - Mon Seul Espoir – La Chorale du Conservatoire de Musique Moderne - Naked Soul – Kelita Haverland | Un grand Noël d'amour – Ginette Reno - Seul – Garou - Mieux qu'ici bas – Isabelle Boulay - Scènes d'amour – Isabelle Boulay - L'Opéra du mendiant – Nicola Ciccone |
| Instrumental Album of the Year | Instrumental Album of the Year |
| Free Fall – Jesse Cook - Celtic Devotion – Oliver Schroer - Fantasia – Pavlo - Natural Massage Therapy – Dan Gibson, Ron Allen, Dr. Lee Bartel - Natural Relaxation – Dan Gibson, Ron Allen, Dr. Lee Bartel | Free Fall – Jesse Cook - Celtic Devotion – Oliver Schroer - Fantasia – Pavlo - Natural Massage Therapy – Dan Gibson, Ron Allen, Dr. Lee Bartel - Natural Relaxation – Dan Gibson, Ron Allen, Dr. Lee Bartel |
| Best Selling Album (Foreign or Domestic) | Contemporary Jazz Album of the Year |
| The Marshall Mathers LP – Eminem - Enrique – Enrique Iglesias - Human Clay – Creed - No Strings Attached – 'N Sync - Oops!… I Did It Again – Britney Spears | Compassion – François Carrier Trio - Knut Haaugsoen, Step and a Half - Michael Kaeshammer, No Strings Attached - Metalwood, Metalwood 3 - Michael Occhipinti, Creation Dream |
| Traditional Jazz Album of the Year | Vocal Jazz Album of the Year |
| Rob McConnell Tentet – Rob McConnell Tentet - Alive and Well – Way Out East - Ingrid Jensen – Higher Grounds - Kirk MacDonald – New Beginnings - Brad Turner – Brad Turner Quartet | Both Sides Now – Joni Mitchell - Molly Johnson – Molly Johnson - Marc Jordan – This Is How Men Cry - Ranee Lee – Dark Divas - Denzal Sinclaire – I Found Love |
| Pop Album of the Year | Rock Album of the Year |
| Maroon – Barenaked Ladies - Snow – Mind on the Moon - The Moffatts – Submodalities - Nelly Furtado – Whoa – Nelly! - Sarah Harmer – You Were Here | Music @ Work – The Tragically Hip - Casual Viewin' – 54-40 - The Greyest of Blue Skies – Finger Eleven - Stew – Wide Mouth Mason - Wide Awake Bored – Treble Charger |
| Roots & Traditional Album of the Year – Solo | Roots & Traditional Album of the Year – Group |
| Jenny Whiteley – Jenny Whiteley - Connie Kaldor – Love Is a Truck - Frank Leahy and Friends – Don Messer's Violin - Jane Siberry – Hush - Neil Young – Silver & Gold | Tri-Continental – Tri-Continental - Barra MacNeils – Racket in the Attic - The Paperboys – Postcards - La Volée d'Castors – VDC - Zubot and Dawson – Tractor Parts: Further Adventures in Strang |
| World Music Album of the Year | |
| Ritmo + Soul – Jane Bunnett and the Spirits of Havana - Dancing on Water – Finjan - Esprit – Quartango - Free Fall – Jesse Cook - Morumba Cubana – Puentes Brothers | |

### Lieder und Aufnahmen
| Single of the Year | Classical Composition of the Year |
| --- | --- |
| Nelly Furtado – I’m Like a Bird - Barenaked Ladies – Pinch Me - Jacksoul – Can't Stop - soulDecision – Faded - Treble Charger – American Psycho                                                   | From the Diary of Anne Frank – Oskar Morawetz - Affairs of the Heart – Marjan Mozetich - La Cévenole – Paul M. Douglas - Once on a Windy Night – R. Murray Schafer - The Third Piano Concerto – Harry Somers |
| Dance Recording of the Year | R&B/Soul Recording of the Year |
| Love Inc. – Into the Night - Max Graham – Airtight - Temperance – If You Don't Know - Sarina Paris – Look at Us - Big Bass featuring Michelle Narine – What You Do                                | jacksoul – Sleepless - Baby Blue Soundcrew feat. Glenn Lewis – Only Be In Love - D-Cru – I Will Be Waiting - The Philosopher Kings – If I Ever Lose This Heaven - Tamia – A Nu Day                           |
| Rap Recording of the Year | Reggae Recording of the Year |
| Swollen Members – Balance - DJ Serious – Dim Sum - Kardinal Offishall – Husslin‘ - BrassMunk – Live Ordeal - Baby Blue Soundcrew feat. Kardinal Offishall, Sean Paul and Jully Black – Money Jane | Lenn Hammond – Lenn Hammond - Dem Need More Love – Tasha T - Jonah – Jason Wilson and Tabarruk - Love Is On Your Side – Lazo - Secret Emotion – Jimmy Reid                                                   |

### Weitere
| Album Design of the Year | Video of the Year |
| --- | --- |
| Stuart Chatwood, James St. Laurent, Margaret Malandruccolo, Antoine Moonen, Nick Sarros, Tangents: The Tea Party Collection by The Tea Party - Bendit Aquin, Yann Gamblin, Sebastien Toupin, Du Coq à l'âme by Lynda Lemay - Tchi, Sebastien Toupin, Anne Vivien, Projet Orange by Projet Orange - Michael Wrycraft, Six Strings North of the Border, Volume 1 by various artists - Martin Tielli, Michael Wrycraft, The Story of Harmelodia by Rheostatics | Rob Heydon, Alive (Edwin) - Micha Dahan – Drag You Down (Finger Eleven) - Micha Dahan – Thief (Our Lady Peace) - William Morrison – The Future is X-Rated (Matthew Good Band) - William Morrison – Load Me Up (Matthew Good Band) |

### Canadian Music Hall of Fame
- Bruce Cockburn

### Walt Grealis Special Achievement Award
- Daniel Caudeiron